# Dasychira saussurii
Dasychira saussurii is een vlinder uit de familie spinneruilen (Erebidae), onderfamilie donsvlinders (Lymantriinae). De wetenschappelijke naam van deze soort is voor het eerst geldig gepubliceerd in 1881 door Hermann Dewitz.
De soort komt voor in tropisch Afrika.